# Jîznomîr, Buceaci
Jîznomîr (în ucraineană Жизномир) este o comună în raionul Buceaci, regiunea Ternopil, Ucraina, formată numai din satul de reședință.

## Demografie
Componența lingvistică a comunei Jîznomîr
     Ucraineană (99,7%)
     Alte limbi (0,24%)
Conform recensământului din 2001, majoritatea populației comunei Jîznomîr era vorbitoare de ucraineană (99,7%), existând în minoritate și vorbitori de alte limbi.